# Fissidens ryukyuensis
Fissidens ryukyuensis är en bladmossart som beskrevs av Edwin Bunting Bartram 1947. Fissidens ryukyuensis ingår i släktet fickmossor, och familjen Fissidentaceae. Inga underarter finns listade i Catalogue of Life.